# Karl-Heinz Morscheck
Karl-Heinz „Carlos“ Morscheck (* 6. Dezember 1940 in Gumbinnen) ist ein deutscher Künstler und Buchautor.

## Leben
Nach dem Studium an der Hochschule für Bildende Kunst in Hamburg von 1972 bis 1978 begann er seine Tätigkeit als freischaffender Künstler und Dozent. Seit 1990 publiziert er Lehrbücher zu den Themen Zeichnen, Ölmalerei, Acrylmalerei und Landschaftsmalerei beim Englisch Verlag.
Morschecks Werke wurden in zahlreichen Ausstellungen gezeigt, u. a. 1985 in Basel und 1991 in Göteborg zum Thema Landschaften. Er ist Dozent in Süderfahrenstedt. 

## Publikationen
- Der Kunst-Ratgeber Acrylmalerei Landschaften. Englisch Verlag ISBN 978-3-8241-1110-7
- Der Kunst-Ratgeber Fragen zur Malerei. Anregungen und Lösungen. Englisch Verlag ISBN 978-3-8241-1271-5
- Der Kunst-Ratgeber Motivfindung und Bildidee. Englisch Verlag ISBN 978-3-8241-1323-1
- Der Kunst-Ratgeber Zeichnen. Schule des Sehens. Englisch Verlag ISBN 978-3-8241-1257-9
- Der Kunst-Ratgeber Ölmalerei. Englisch Verlag. ISBN 978-3-8241-1220-3
- Schritt für Schritt Ölmalerei. Landschaften Englisch Verlag. ISBN 3824109751
- Schritt für Schritt Ölmalerei. Blumen Englisch Verlag. ISBN 3824110172
- Schritt für Schritt Ölmalerei. Englisch Verlag. ISBN 3824109476
- Grundlagen der Malerei - Licht und Schatten Englisch Verlag. ISBN 3824110458